# Tropidurus semitaeniatus
Tropidurus semitaeniatus là một loài thằn lằn trong họ Tropiduridae. Loài này được Spix mô tả khoa học đầu tiên năm 1825.